# گمینا اولسنو (استان لهستان کوچک‌تر)
گمینا اولسنو (استان لهستان کوچک‌تر) (به لهستانی:  Gmina Olesno) یک گمینا در لهستان است که در شهرستان دانبرووا واقع شده‌است. گمینا اولسنو ۷۷٫۷۷ کیلومتر مربع مساحت و ۷٬۶۳۳ نفر جمعیت دارد.